# Striga
Genre
Striga est un genre de plantes holo-hémiparasites épirhizes de la famille des Orobanchaceae. Les strigas font des ravages dans les cultures de céréales, principalement en Afrique subsaharienne, où elles sont connues sous le nom d'« herbe des sorcières ».

## Hôtes et symptômes
Bien que la plupart des espèces de Striga  ne sont pas des pathogènes qui affectent l'agriculture humaine, certaines espèces ont des effets dévastateurs sur les cultures, en particulier celles cultivées par les agriculteurs de subsistance.
Les cultures les plus fréquemment affectées sont le maïs, le sorgho, le riz et la canne à sucre,.
Onze espèces de Striga sont connues pour attaquer les cultures, mais trois d'entre elles causent la plus grande partie des dégâts : Striga asiatica, Striga gesnerioides et Striga hermonthica.
Les espèces de Striga parasitent notamment le maïs, le millet, le sorgho, la canne à sucre, le riz, les légumineuses, et de nombreuses graminées adventices. Elles sont capables de réduire considérablement les rendements, et dans certains cas, d'anéantir la récolte.
Les symptômes manifestés par les plantes hôtes, tels que le rabougrissement, le flétrissement et la chlorose, sont similaires à ceux observés en cas de sécheresse, de carence nutritionnelle et de maladie vasculaire,,.

## Liste d'espèces
Selon Catalogue of Life (20 octobre 2014) :
- Striga aequinoctialis
- Striga alba
- Striga angolensis
- Striga angustifolia
- Striga asiatica
- Striga aspera
- Striga barthlottii
- Striga baumannii
- Striga bilabiata
- Striga brachycalyx
- Striga chrysantha
- Striga curviflora
- Striga dalzielii
- Striga densiflora
- Striga elegans
- Striga ellenbergeri
- Striga flava
- Striga forbesii
- Striga fulgens
- Striga gastonii
- Striga gesnerioides
- Striga glumacea
- Striga hallaei
- Striga hermonthica
- Striga indica
- Striga junodii
- Striga klingii
- Striga latericea
- Striga ledermannii
- Striga lepidagathidis
- Striga linearifolia
- Striga macrantha
- Striga magnibracteata
- Striga masuria
- Striga micrantha
- Striga multiflora
- Striga parviflora
- Striga passargei
- Striga pinnatifida
- Striga primuloides
- Striga pubiflora
- Striga schlechteri
- Striga scottiana
- Striga spanogheana
- Striga squamigera
- Striga strigosa
- Striga sulphurea
- Striga yemenica

Selon GRIN (20 octobre 2014) :
- Striga aequinoctialis A. Chev. ex Hutch. & Dalziel
- Striga angolensis K. I. Mohamed & Musselman
- Striga angustifolia (D. Don) C. J. Saldanha
- Striga asiatica (L.) Kuntze
- Striga aspera (Willd.) Benth.
- Striga barthlottii Eb. Fisch. & al.
- Striga bilabiata (Thunb.) Kuntze
- Striga brachycalyx Skan
- Striga chrysantha A. Raynal
- Striga curviflora (R. Br.) Benth.
- Striga dalzielii Hutch.
- Striga densiflora (Benth.) Benth.
- Striga elegans Benth.
- Striga ellenbergeri A. Raynal
- Striga forbesii Benth.
- Striga gastonii A. Raynal
- Striga gesnerioides (Willd.) Vatke
- Striga glumacea A. Raynal
- Striga gracillima Melch.
- Striga hallaei A. Raynal
- Striga hermonthica (Delile) Benth.
- Striga hirsuta Benth.
- Striga junodii Schinz
- Striga klingii (Engl.) Skan
- Striga latericea Vatke
- Striga lepidagathidis A. Raynal
- Striga lutea Lour.
- Striga macrantha (Benth.) Benth.
- Striga magnibracteata Eb. Fisch. & I. Darbysh.
- Striga masuria (Buch.-Ham. ex Benth.) Benth.
- Striga multiflora Benth.
- Striga parviflora (R. Br.) Benth.
- Striga passargei Engl.
- Striga pinnatifida Getachew
- Striga primuloides A. Chev.
- Striga pubiflora Klotzsch
- Striga squamigera W. R. Barker
- Striga sulphurea Dalzell
- Striga yemenica Musselman & Hepper

Selon ITIS (20 octobre 2014) :
- Striga asiatica (L.) Kuntze
- Striga densiflora (Benth.) Benth.
- Striga gesnerioides (Willd.) Vatke
- Striga hermonthica (Delile) Benth.

## Liste des espèces et sous-espèces
Selon NCBI (20 octobre 2014) :
- Striga angustifolia
- Striga asiatica
- Striga aspera
- Striga bilabiata
  - sous-espèce Striga bilabiata subsp. linearifolia
- Striga elegans
- Striga forbesii
- Striga gesnerioides
- Striga hermonthica
- Striga passargei

Selon The Plant List (20 octobre 2014) :
- Striga aequinoctialis A.Chev. ex Hutch. & Dalziel
- Striga angolensis K.I.Mohamed & Musselman
- Striga angustifolia (D. Don) C.J. Saldanha
- Striga asiatica (L.) Kuntze
- Striga aspera Benth.
- Striga baumannii Engl.
- Striga bilabiata (Thunb.) Kuntze
- Striga brachycalyx Skan
- Striga dalzielii Hutch.
- Striga densiflora (Benth.) Benth.
- Striga elegans Benth.
- Striga forbesii Benth.
- Striga fulgens Hepper
- Striga gesnerioides (Willd.) Vatke
- Striga hermonthica (Delile) Benth.
- Striga hirsuta Benth.
- Striga junodii Schinz
- Striga klingii (Engl.) Skan
- Striga latericea Vatke
- Striga linearifolia (Schumach. & Thonn.) Hepper
- Striga macrantha (Benth.) Benth.
- Striga masuria (Buch.-Ham. ex Benth.) Benth.
- Striga passargei Engl.
- Striga primuloides A.Chev.
- Striga pubiflora Klotzsch
- Striga strigosa R.D.Good

Selon Tropicos (20 octobre 2014) (Attention liste brute contenant possiblement des synonymes) :
- Striga aequinoctialis A. Chev. ex Hutch. & Dalziel
- Striga alba Pennell
- Striga angolensis K.I.Mohamed & Musselman
- Striga angustifolia (D. Don) C.J. Saldanha
- Striga asiatica (L.) Kuntze
- Striga aspera Benth.
- Striga baumannii Engl.
- Striga bilabiata (Thunb.) Kuntze
- Striga canescens Engl.
- Striga chloroleuca Dinter
- Striga dalzielii Hutch.
- Striga densiflora (Benth.) Benth.
- Striga elegans Benth.
- Striga esquirolii H. Lév.
- Striga forbesii Benth.
- Striga fulgens (Engl.) Hepper
- Striga gesnerioides (Willd.) Vatke
- Striga hermonthica (Delile) Benth.
- Striga hirsuta Benth.
- Striga humifusa (Forssk.) Benth.
- Striga junodii Schinz
- Striga klingii (Engl.) Skan
- Striga latericea Vatke
- Striga linearifolia (Schumach. & Thonn.) Hepper
- Striga lutea Lour.
- Striga macrantha (Benth.) Benth.
- Striga masuria (Buch.-Ham. ex Benth.) Benth.
- Striga orobanchoides (R. Br.) Benth.
- Striga passargei Engl.
- Striga petunioides Hutch.
- Striga primuloides A. Chev.
- Striga pubiflora Klotzsch
- Striga pusilla Hochst. ex Benth.
- Striga rowlandii Engl.
- Striga schimperiana Hochst.
- Striga schlechteri Pennell
- Striga strictissima Skan
- Striga strigosa R.D. Good
- Striga thunbergii Benth.
- Striga welwitschii Engl.
- Striga zanzibarensis Vatke